# La Sarraz
La Sarraz est une commune suisse du canton de Vaud, située dans le district de Morges. 

## Situation
La commune se situe sur le plateau suisse, sur l'axe Vallorbe - Lausanne et à proximité de l'Autoroute A1.

## Hydrographie
La Sarraz est traversée par la Venoge qui marque la frontière avec Ferreyres et Chevilly et par le Veyron qui marque la frontière avec Chevilly. 
La ligne de partage des eaux Rhône- Rhin traverse la commune. En effet, la cité se trouve au pied du Mormont, colline qui sépare la vallée de la Venoge (bassin du Rhône) de celle de l'Orbe, bassin du Rhin. On y trouve encore des traces du Canal d'Entreroches qui reliait la Venoge à l'Orbe.

## Population

### Gentilé et surnom
Les habitants de la commune se nomment les Sarrazins,.
Ils sont surnommés les Rolye-Bo (les frappe-crapauds en patois vaudois, en référence à « ceux qui tapaient l'eau des étangs pour faire taire les bruyants amphibiens durant la nuit »). Ils partagent ce sobriquet avec les habitants de Chevilly, de Denens et d'Essert-Pittet.

## Histoire

Photo aérienne prise à 500 m par Walter Mittelholzer (1919).

### Introduction et toponymie
Le toponyme « La Sarraz » est originaire du mot « serata » qui est le participe passé de serrée, fortifiée en patois. Ce nom a été énoncé pour la première fois en 1158. Au début La Sarraz s'écrivait sans le "z" mais le nom a été remplacé par La Sarraz avec "z" tel qu'on l'écrit de nos jours.
L'histoire du lieu a commencé en 1049 par la construction du château et durant plusieurs siècles différentes familles y ont régné.   
La Sarraz n'était initialement qu'un petit bourg qui a été fortifié par Aymon 1er de La Sarraz. Il établit des murailles tout autour de la ville ainsi que des hautes tours pour surveiller les environs.
Les générations se sont succédé, par l'intermédiaire de testaments et d'alliances. Les fondateurs de La Sarraz sont les Grandson-La Sarraz qui ont été au pouvoir de 1049 à 1269, puis il y a eu les Montferrand-La Sarraz de 1269 à 1541 et pour terminer les Gingins-La Sarraz de 1542 jusqu'à la révolution vaudoise, c'est-à-dire jusqu'en 1798.

### Préhistoire
À la Tine de Conflent et à Châtillon (région du Jura) ont été trouvés des vestiges de refuges qui datent de l'époque préhistorique.
Environ un siècle avant notre ère, la colline du Mormont abritait un site cultuel celtique, constitué notamment de plus de 200 fosses coniques creusées dans l'humus. La découverte de ce site remonte à 2006, à la suite de fouilles préventives effectuées par le service cantonal vaudois d'archéologie sur la carrière de calcaire exploitée par le groupe Holcim. On y a retrouvé également de nombreux fossiles.

### Moyen Âge
À ses débuts, la Sarraz était un petit village né au Moyen Âge et dirigé par le seigneur Adalbert II de Grandson. En 1049, cherchant à augmenter son pouvoir dans la région, le seigneur fait construire une tour sur un rocher du Mormont, pour surveiller le passage d'un des axes menant au Jura et à la France. À cette époque, quelques colons venus de France s'installent dans et autour du village, ce qui permet d'agrandir le territoire. Ces colons se devaient d'obéir à la famille royale et de protéger le château. En retour ce bâtiment leur servait de refuge. La position du château a engendré quelques conflits, car le rocher du Mormont était situé dans les territoires de Romainmôtier à Ferreyres. Les moines de Ferreyres se sont plaints auprès du pape Léon IX. Adalbert s'est ensuite rendu à Romainmôtier avec quarante vassaux et s'est entretenu avec le pape pour conclure un traité entre ces deux villages,.
Au XIIe siècle, le petit-fils d'Adalbert III, Ebal Ier de Grandson, prend le pouvoir du village. Il a fondé l'abbaye du lac de Joux. Son fils, Barthélémy de Grandson, lui a succédé et est parti en 1158 pour la terre sainte (Jérusalem).
Avec le temps, la famille de Grandson s'est divisée en plusieurs branches pour régner dans les différents châteaux et terres en sa possession. 
En 1186, c'est le fils de Barthélémy, Ebal III de Grandson, qui est au pouvoir. La Sarraz s'est agrandie en assemblant plusieurs autres villages : Eclépens, Mont-la-Ville, Orny, Ferreyres, Moiry, chevilly, Cuarnens, Chavannes-sur-le-Veyron et la Vallée de Joux.

#### Période Savoyarde
À cette période, en 1345, La Sarraz fait partie de ce qu'on appelait les bonnes villes du pays de Vaud. À la fin du XIVe siècle, La Sarraz s'enrichit. De nombreux commerces, passages et artisanats se développent et deviennent importants pour la ville. La Sarraz peut désormais grâce au droit offert par les ducs de Savoie, tenir quatre foires par année.

### Période bernoise
Lors de la période bernoise, La Sarraz est sous le régime bernois et fait partie du bailliage de Moudon de 1536 à 1598. Ensuite, pendant 200 ans, elle fait partie du bailliage de Romainmôtier. Dès lors et jusqu'en 2006, la commune appartient au district de Cossonay. 
En 1597, un marché hebdomadaire prend place mais à la fin du XVIIIe siècle, le marché décline par suite de la concurrence du marché d'Orbe.
Comme annoncé plus haut, les Gingins-La Sarraz ont régné tout au long de la période bernoise. Joseph de Gingins était le baron en 1608. À cette époque, il y avait des droits réservés aux barons sous la domination de Berne.

### Révolution industrielle
De nombreuses industries ont été construites le long du sud de la Venoge.
L'évolution de La Sarraz est basée sur la fondation de l'industrie de la commune. Les moulins et les forges sont à l'origine de l'industrie communale.
On y trouve l'usine de tannerie Knébel (1741), une fonderie de cloches (1935 mais qui aujourd'hui existe encore), une usine électrique et de papier qui en 1871 a été remplacée par une usine de couvertures de laine.

### Histoire récente
Elle a vu naître le 16 octobre 2020 la ZAD de la colline du Mormont, première ZAD de Suisse. (Ref. manquante).

## Patrimoine bâti
Le musée suisse du cheval est situé face au château (fief de la famille homonyme et centre de la seigneurie locale) qui est, avec la chapelle Saint-Antoine, inscrit comme bien culturel suisse d'importance nationale.

### Temple
L'ancienne chapelle Saint-Antoine, est devenue cénotaphe au Moyen Âge.
Le temple réformé, similaire à celui de Mont-sur-Rolle, a été bâti en 1835-1837 selon les plans de l'architecte lausannois Henri Perregaux. Il est inscrit à l'inventaire cantonal du patrimoine en 1979.

### Galerie

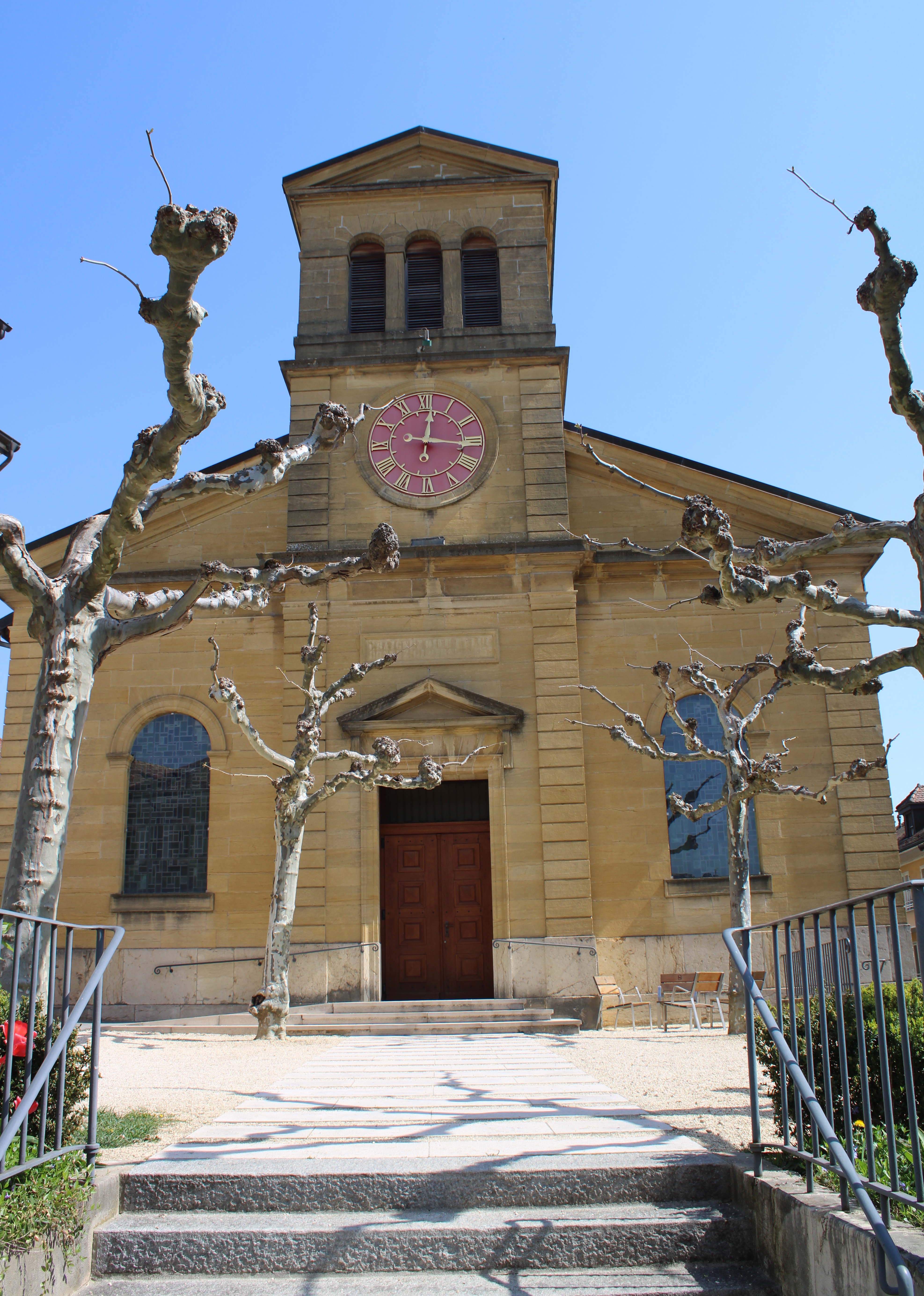
Le temple.
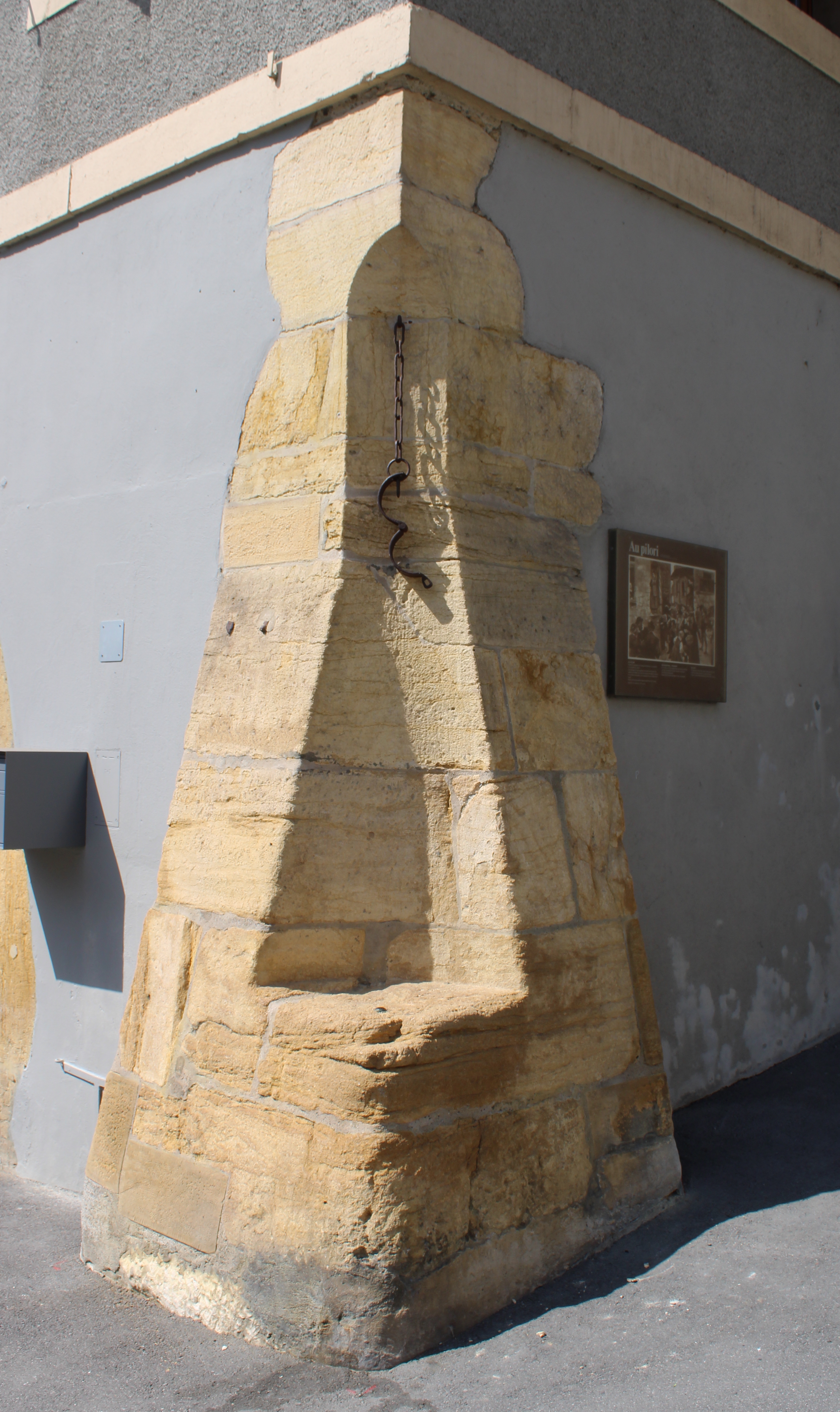
Le pilori.
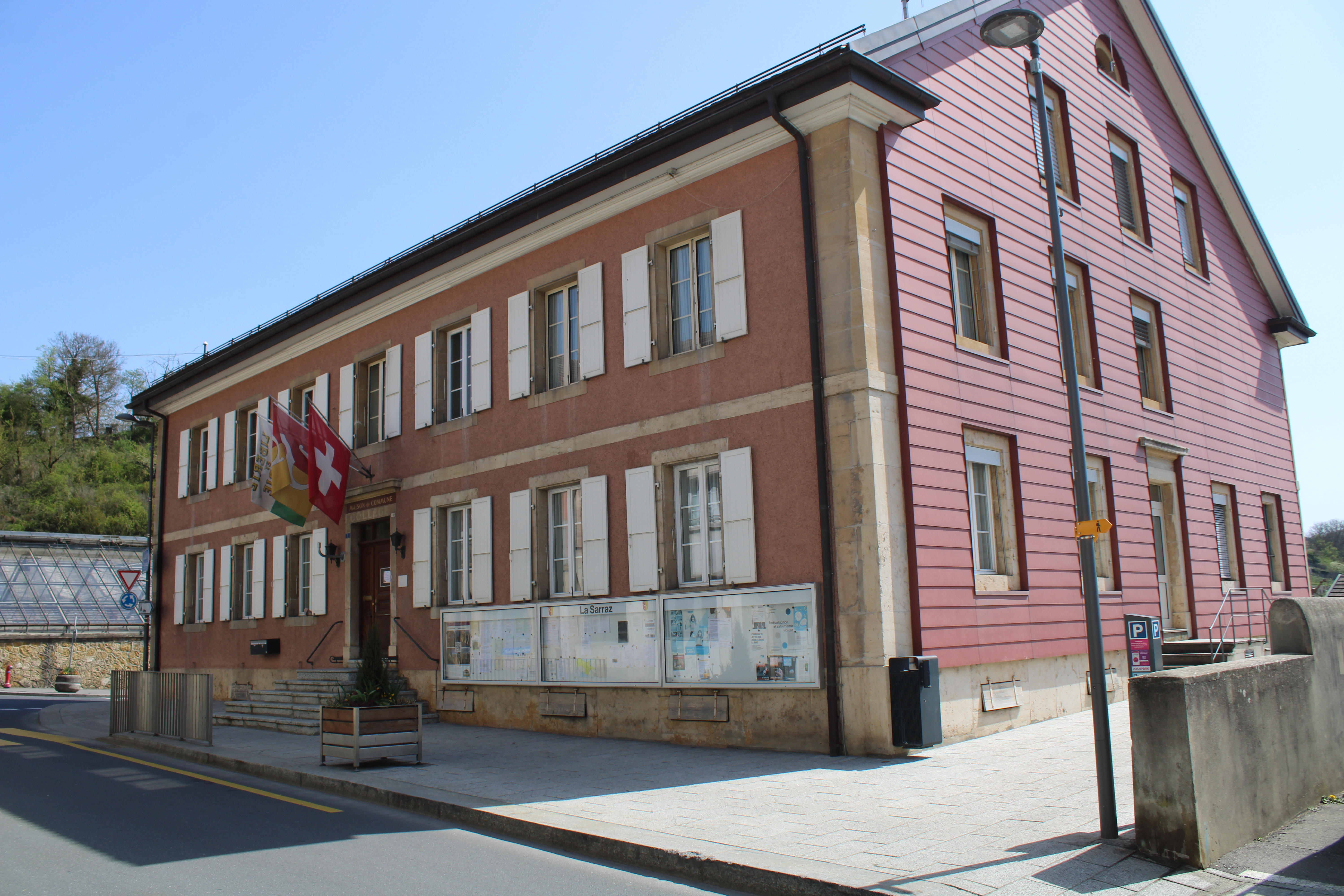
La Maison commune.
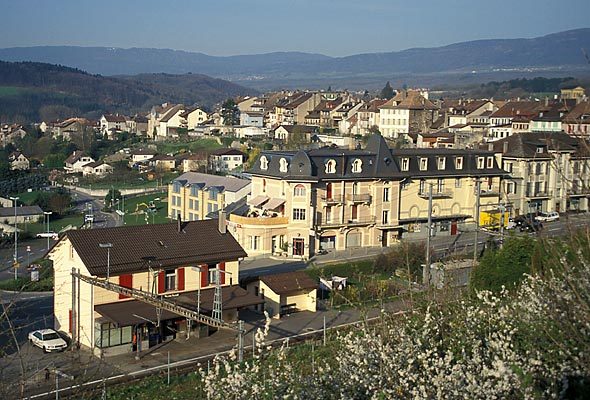
Vue de la gare.
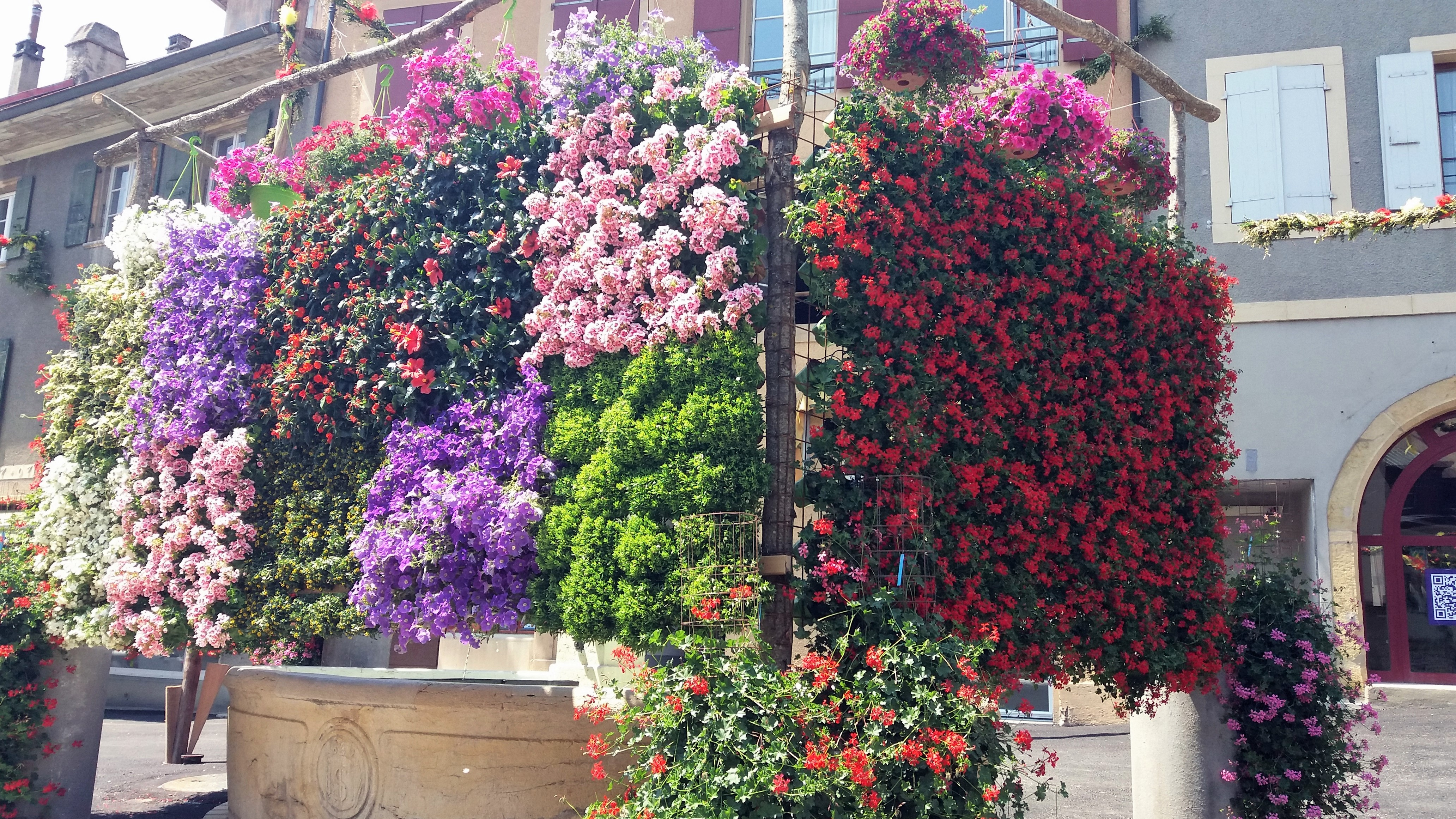
Ville fleurie.

### Château
Le château de La Sarraz fut construit en 1049 et habité par les seigneurs de la famille La Sarraz et leurs descendants jusqu'en 1948. Ce magnifique château fut modifié par différentes familles qui y ont habité à leur tour. 
Pour préciser, il n'y avait qu'un simple donjon construit par un des seigneurs Grandson. C'est aujourd'hui la tour de garde du château. En 1152 ce donjon devint important stratégiquement et économiquement car il donnait la vue sur une route reliant la France et l'Italie. Un marché économique se construisit grâce à cela, car les passants voulant traverser cette route devaient payer pour avoir un droit de passage. Le château ne contenait pour l'instant qu'un donjon et un bâtiment d'habitation.
Au XIVe siècle, un nouveau bâtiment est construit ainsi qu'une chapelle qui est dédiée à Saint-Antoine. Elle héberge la cénotaphe de François Ier, un seigneur de La Sarraz. En 1475, le Château est brûlé et pillé par les Confédérés lors des guerres de Bourgogne.
En 1499, le château est reconstruit et il y a plusieurs changements. La salle des chevaliers est construite et le donjon est entouré par une galerie de briques car c'est très à la mode au XVe siècle[réf. souhaitée]. 
Vers le milieu du XVIIe siècle, de nombreux travaux sont effectués. Il y a par exemple l'installation de nouveaux objets, la réparation de murs, la construction de planchers et le blanchissage des murs. Ces multiples travaux montrent l'envie qu'avaient à l'époque les seigneurs, de mener une vie confortable et luxueuse. Grâce à leurs travaux, deux pièces peuvent maintenant être chauffées. 
Au XVIIIe siècle, il y avait trois enceintes pour accéder au château. Les fossés servaient de basse-cour et un appartement est créé dans l’aile ouest du bâtiment avec une entrée pour y accéder directement. De février à mai 1802, le château fut beaucoup touché par la révolte des Bourla-Papey qui signifie brûle-papiers, car les seigneurs habitant au château n'étaient pas aimés.  
Plus tard d'autres transformations sont effectuées au château, les anciennes dépendances sont changées sous forme d'écuries et d'un bâtiment pour le fermier. Le donjon lui aussi est reconstruit en tant que chapelle. Le cénotaphe, qui est un monument funéraire ne contenant pas de corps, y est logé pour une cinquantaine d'années. La bibliothèque est déplacée et aujourd'hui encore est au même endroit. Cette ancienne bibliothèque contient en partie des ouvrages du trésorier Wolfgang-Charles. 
En 1902, l'eau courante est pour la première fois installée dans le château et un cabinet de toilette et un appartement neuf aménagé avec un atelier furent aussi installés au château. En 1920, la Société vaudoise de généalogie est fondée, et un an plus tard la Société du Musée Romand fut créée et reçoit le château comme donation. Pour la toute première fois, la Salle des Chevaliers et la Salle à manger sont ouvertes au public. 
Dans le temps, de nombreux peintres et sculpteurs étaient hébergés dans le château  par un seigneur qui était passionné par les arts plastiques. Ces artistes lui offrirent beaucoup d'œuvres en guise de remerciement et elles furent placées dans la Maison des arts. Le premier congrès de cinéma indépendant se passe en 1927 dans le Château de La Sarraz, où l'un des participants est le cinéaste russe Sergei Eisenstein. Le Musée suisse du cheval se situe, en 1982, dans la grange du Château de La Sarraz. 
Vers la fin du XXe siècle, des restaurations du château sont effectuées. Ce lieu héberge aujourd'hui des collections de meubles et tableaux de grandes valeurs qui ont été acquis à travers les générations. Le château peut être loué pour des occasions spéciales comme des  mariages, bals, fêtes de famille, assemblées de sociétés, rencontres d'entreprises ; des réunions de tout genre peuvent se tenir sous les voûtes de cette demeure historique.

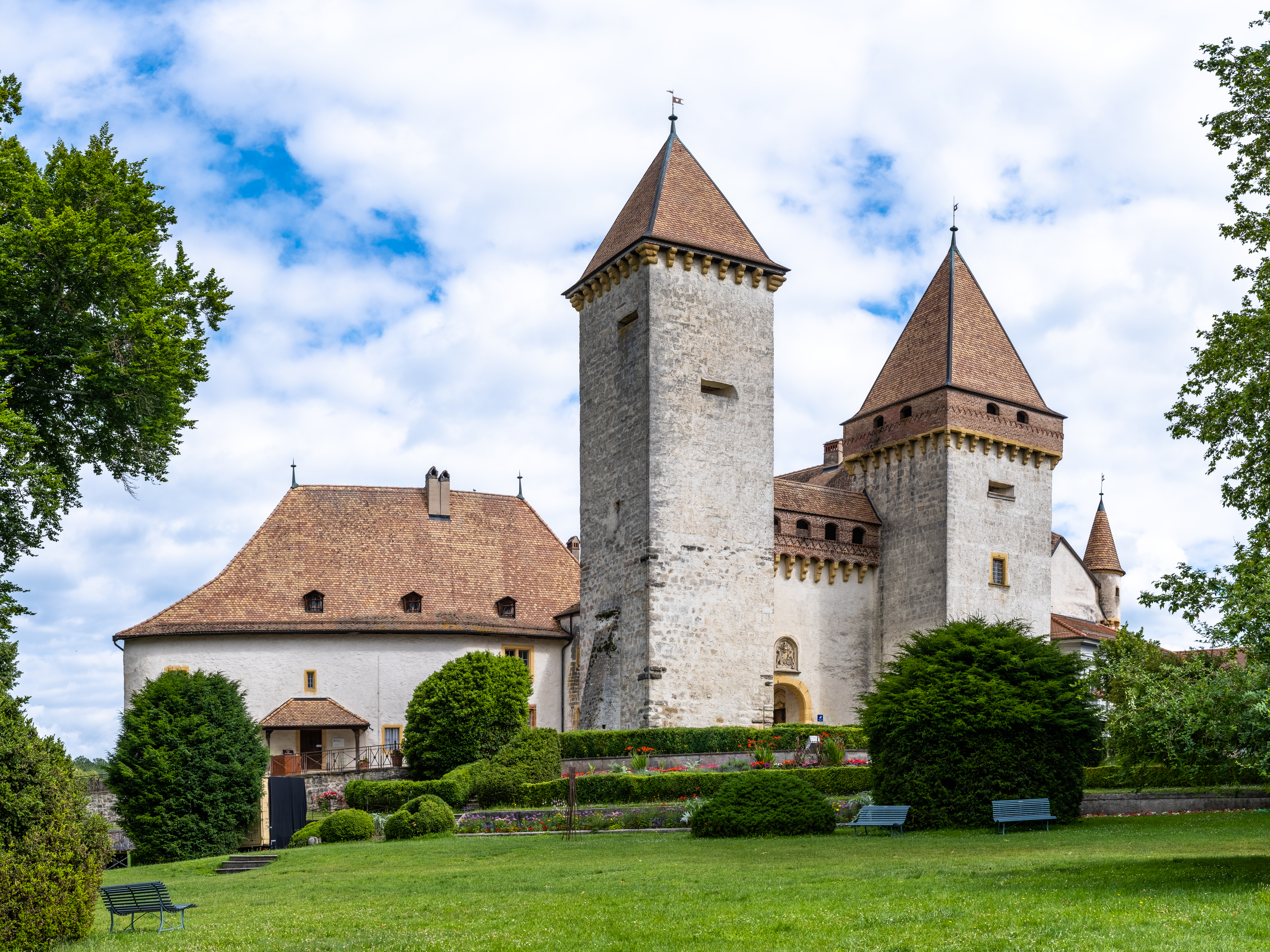
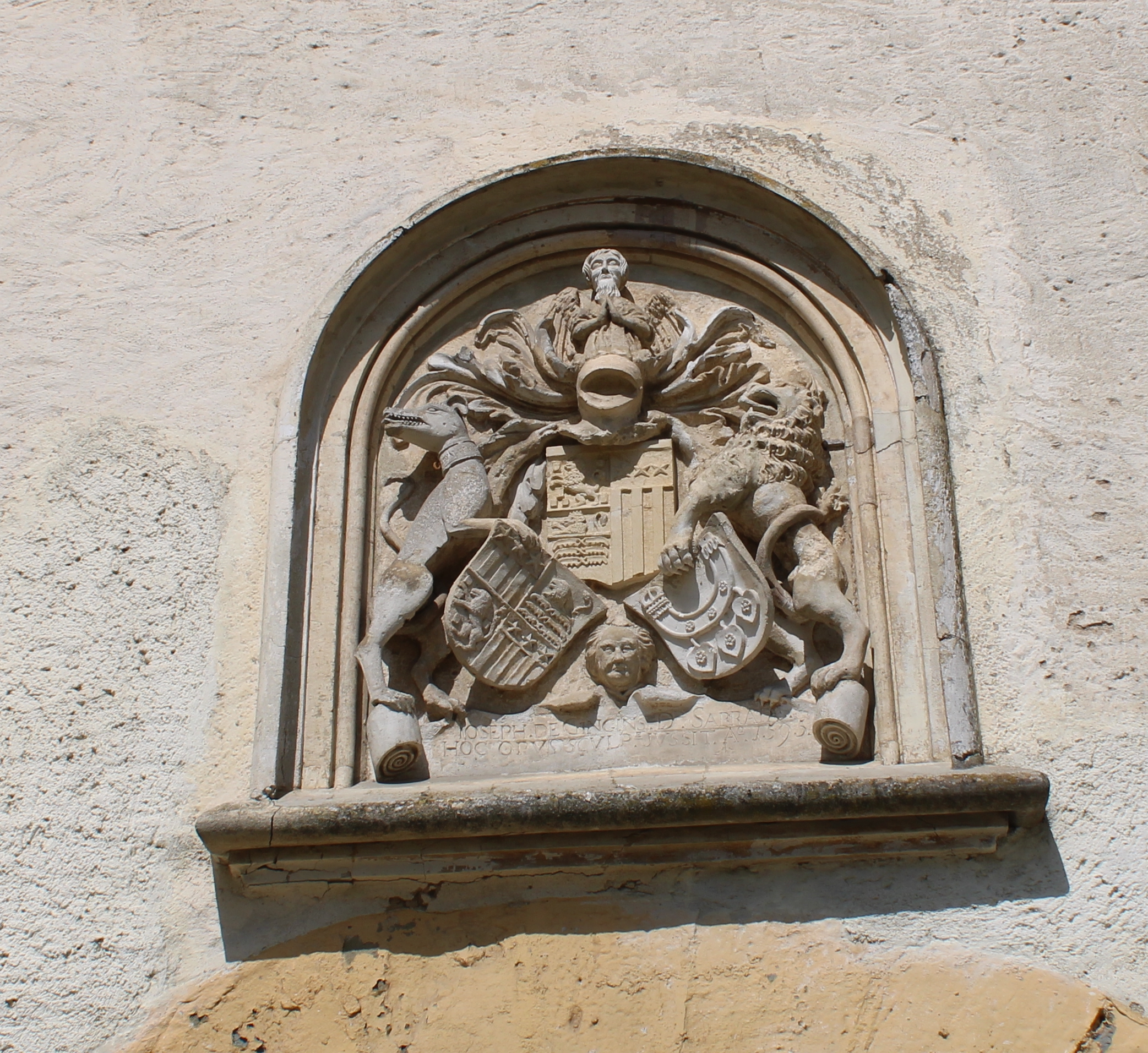
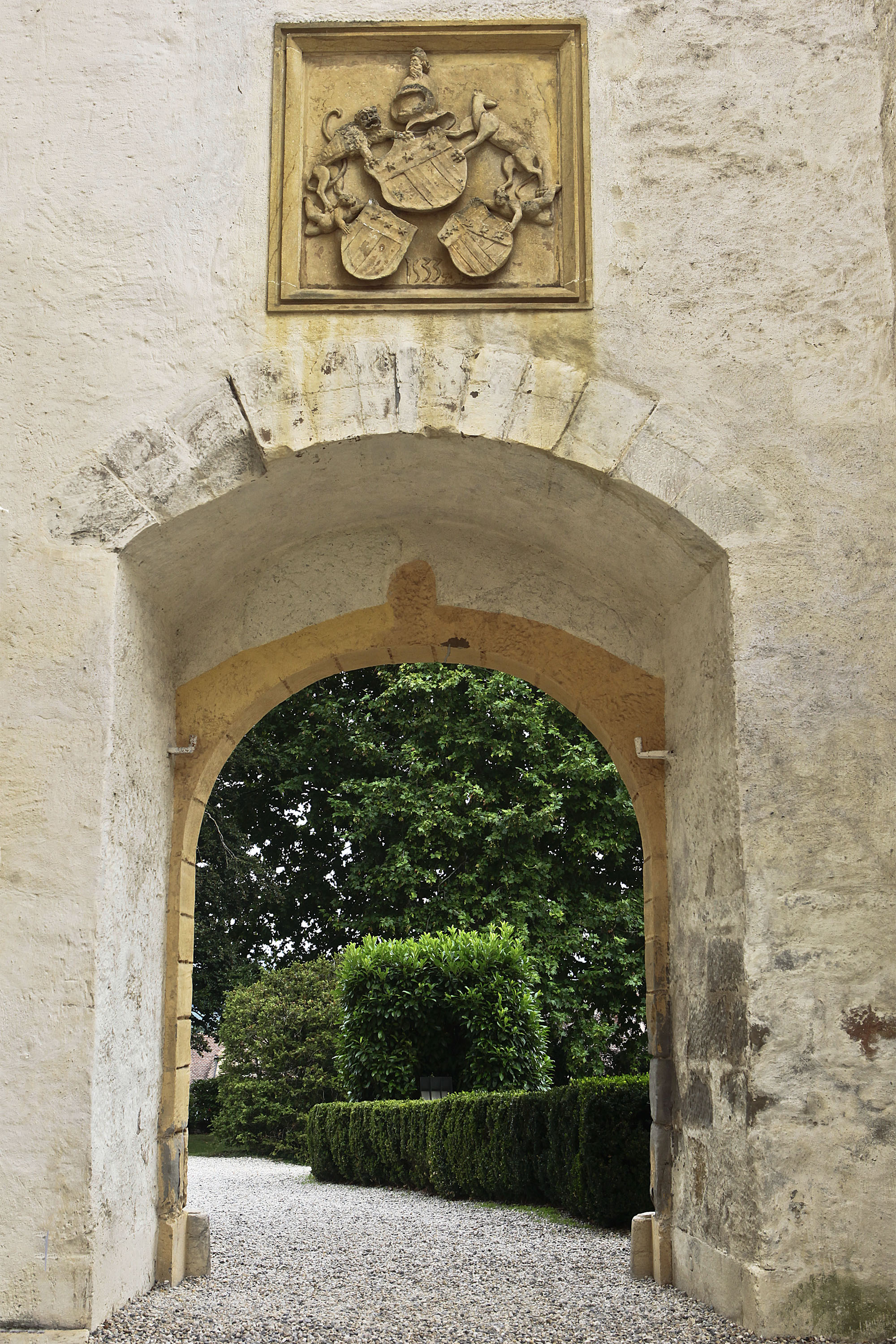
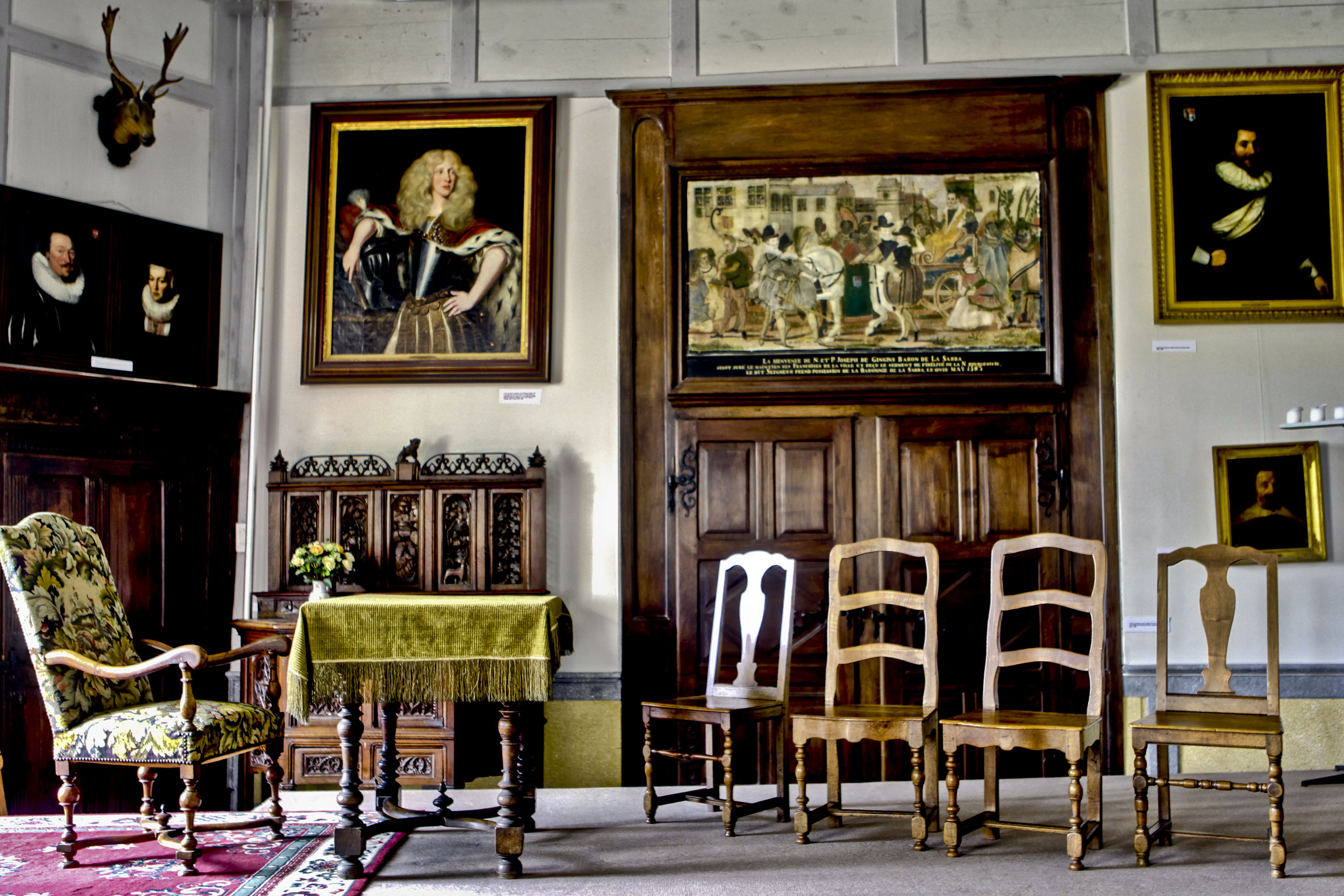
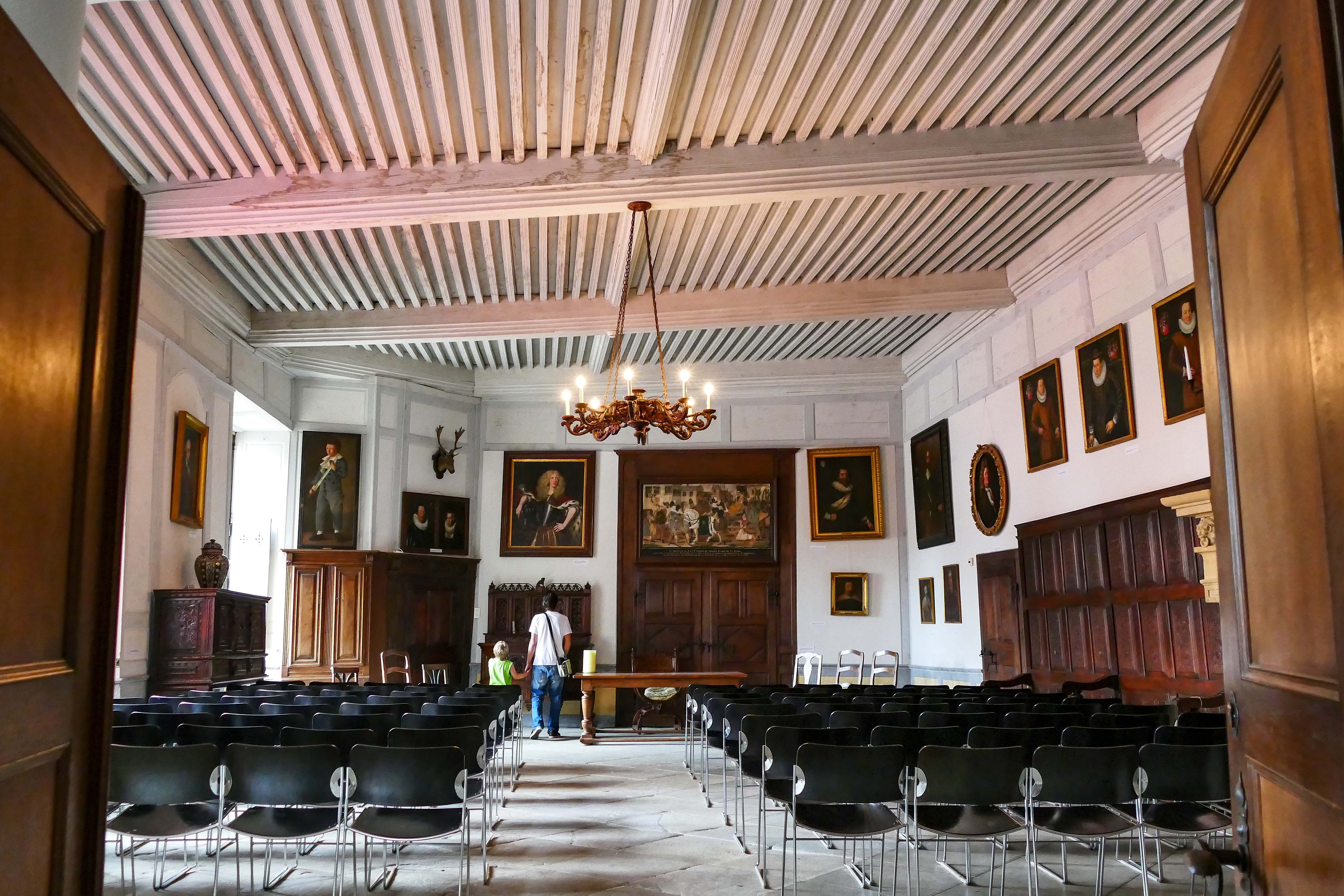

### Chapelle catholique
La chapelle catholique (1930-1931) a été bâtie par l'architecte Fernand Dumas.

## Sport
La commune accueille plusieurs sociétés sportives.
- École de Tai chi chuan et Qi-Gong
- Natation : la piscine de la Venoge
- Club de Football : FC La Sarraz-Éclépens
- Club de Volleyball : Volley-ball Club Venoge
- Société de Gymnastique : FSG La Sarraz
- Club de Judo
- Club de Karaté
- Club de tir (pistolet)
- École de danse
- Ski Club : Ski-club de La Sarraz et env.
- Mur de grimpe
- Manège et équitation
- Tir à l'arc : Grand Arc
- Boxe thaïlandaise : Sentoo muay thaï gym

## Transport
- La gare de La Sarraz, située sur la ligne Cossonay – Vallorbe et desservie par le Réseau express régional vaudois.
- Autoroute A1, Lausanne - Yverdon-les-Bains - Berne, sortie 21.